# Płowki (przystanek kolejowy)
Płowki – nieczynny wąskotorowy przystanek osobowy w Broniewku, w gminie Radziejów, w powiecie radziejowskim, w województwie kujawsko-pomorskim, w Polsce. Został wybudowany w 1916 roku razem z linią kolejową do Nieszawy Wąskotorowej.